# Винаги ще има утре
„Винаги ще има утре“ (на английски: Tomorrow Never Dies) е осемнадесетият филм от поредицата за Джеймс Бонд и вторият с актьора Пиърс Броснан в ролята на агент 007.

## Сюжет
Внимание:  Текстът по-долу разкрива сюжета на произведението (или части от него)!
В Южнокитайско море става трагичен военен инцидент: английската фрегата „Девъншир“е потопена от китайски самолет. Първо за инцидента съобщава вестник „Утре“, който принадлежи на мощния световен медиен магнат Елиът Карвър. В действителност Карвър, с помощта неговия „невидим“ кораб, ползващ технологията „Стелт“, изпраща британската фрегата по грешен път. След това прехваща потъналия кораб със специална плаваща платформа за сондажи, а нещастните оцелели моряци са застреляни с китайско оръжие във водата от помощниците на Карвър.
По указания на „М“ Джеймс Бонд започва разследване и скоро открива, че Карвър е тясно свързан с нелегалния търговец на оръжие Хенри Гупта. Гупта дава на Карвър откраднато GPS устройство, с което да може да конвертира сигналите на локатора и да изпрати военните кораби на грешно място. В лудото си желание да владее всички медии в Китай, Карвър организира с някои китайски генерали заговор, който би могъл да доведе до ядрена война. Заедно с чаровната Вей Лин, полковник от китайското разузнаване, Бонд трябва да спре престъпния гений и да предотврати фаталния конфликт…

## В ролите
| Актьор           | Роля                                                                                             |
| ---------------- | ------------------------------------------------------------------------------------------------ |
| Пиърс Броснан    | Джеймс Бонд                                                                                      |
| Джонатан Прайс   | Елиът Карвър, собственик на медийната империя „Утре“                                             |
| Мишел Йео        | Вей Лин, полковник от китайското разузнаване                                                     |
| Тери Хачър       | Парис Карвър, съпругата на Елиът Карвър                                                          |
| Ото Гьотц        | Ричард Стампер, асистент на Елиът Карвър                                                         |
| Рики Джей        | Хенри Гупта, незаконен търговец на оръжие, специалист по компютърен тероризъм                    |
| Джуди Денч       | „М“, шефът на МИ-6                                                                               |
| Саманта Бонд     | мис Мънипени, секретарка на „М“                                                                  |
| Колин Сэлмон     | Чарлз Робинсон, заместник на „М“                                                                 |
| Десмонд Левелин  | „Q“, началник на техническия отдел на МИ-6, създател на много невероятни устройства за агент 007 |
| Джо Дон Бейкер   | Джак Вайд, агент на ЦРУ                                                                          |
| Винсънт Скиавели | д-р Кауфман, наемен убиец, работи за Елиът Карвър                                                |
| Джефри Палмър    | адмирал Роубак, представител на Военноморските сили на Обединено кралство в МИ-6                 |
| Джулиан Фелоус   | Министър на отбраната на Обединеното кралство                                                    |
| Майкъл Бърн      | адмирал Кели, командир на Военноморските сили на Обединеното кралство в Южнокитайско море        |
| Филип Куок       | генерал Чанг, заговорник в армията на Китай, помощник на Елиът Карвър                            |

## Музика на филма
Саундтракът към филма и „заглавната“ песен са написани от композитора Дейвид Арнолд. Това е дебют на Арнолд във филмите на „бондиана“. Продуцентът на филма Барбара Броколи кани Арнолд към проекта по личната препоръка на Джон Бари. „Главната“ песен е изпълнена от американската певица Шерил Кроу.

## Интересни факти
- Заглавието на филма са получава благодарение на правописна грешка. В съобщение за пресата, вместо „Lies“ (лъжи), е записано „Dies“ (умира), в мотото на вестник „Утре“ (Tomorrow), за който се предполага, че никога не лъже. Така то става вместо „Tomorrow Never Lies“ (Утре никога не лъже) – „Tomorrow Never Dies“ (Утре никога не умира), в българския превод – „Винаги ще има утре“.
- Някои сцени в „Южнокитайско море“ действително са били заснети в Калифорния, в големия воден резервоар, в който Джеймс Камерън заснема филма „Титаник“.
- В първата версия на сценария Валентин Жуковски (герой от филма Златното око и Само един свят не стига) е планирано да стане президент на Украйна.
- По време на снимките актрисата Тери Хачър е бременна.
- По време на снимките възниква остър конфликт между режисьора Роджър Спотисуд и сценариста Брус Ферштайн, като те дори спрират да си говорят. В резултат на това, когато получава предложение да направи следващия филм от „бондиана“, Спотисуд категорично отказва, защото е „уморен“.
- Филмът не включва сцена, в която „Q“ получава вместо BMW една клетка с жив ягуар.
- Във филма има нов „министър на отбраната на Обединеното кралство“. Актьорът Джефри Кин „предава длъжността“ на Джулиан Фелоус.
- Някои сцени от филма са планирани за снимки във Виетнам. Създателите на филма обаче не се договарят с виетнамските власти и след два месеца на преговори снимките се прехвърлят в Тайланд.
- Във филма Бонд ползва за първи път пистолет „P99 Walther“, който заменя „легендарния“ „Walther PPK“, с който агент 007 е въоръжен от първия филм на „бондиана“.

1. ↑  Box Office Mojo.   Посетен на 7 март 2019 г.